# L’Envol des pionniers
L’Envol des pionniers – francuskie muzeum lotnictwa, które opowiada o wielkiej przygodzie Aéropostale i przyczynia się do pamięci o aeronautyce w Tuluzie. Znajduje się w dzielnicy Montaudran i został otwarty 22 grudnia 2018 roku, prawie 100 lat po inauguracyjnym locie pierwszego lotu cywilnego w Barcelona.
W szczególności pozwoli Ci odkryć sprzęt używany przez pilotów, takich jak Jean Mermoz, Henri Guillaumet i Antoine de Saint-Exupéry w eposach linii Aéropostale i Latécoère.
Muzeum znajduje się naprzeciwko kompleksu naukowego Rangueil, gdzie mieszczą się ENAC (największy europejski uniwersytet lotniczy) i SUPAERO (najstarsza szkoła lotnicza na świecie).

## Historia
Znajduje się na pasie startowym starego lotniska Toulouse-Montaudran i jest częścią projektu Toulouse Aerospace La Piste des Géants, którego celem jest pokazanie czasów świetności Aéropostale i Halle de La Machine. Początki były trudne dla muzeum, które swoje istnienie zawdzięcza jedynie wytrwałości stowarzyszeń, których prośba po dwudziestu latach zmagań została zrealizowana.